# Sunset Rubdown
Sunset Rubdown war eine kanadische Indierock-Band aus Montreal.

## Geschichte
Sunset Rubdown entstand 2005, als Spencer Krug und Dan Boeckner, die beiden Songschreiber und Sänger von Wolf Parade, ihre eigenen musikalischen Ideen umsetzen wollten. Dan Boeckner gründete zusammen mit seiner Freundin Handsome Furs und Spencer Krug startete Sunset Rubdown zunächst als Soloprojekt. Die erste Veröffentlichung war im Juli 2005 das Album Snake's Got a Leg auf dem kleinen Label Global Symphonic. Bald darauf kamen Camilla Wynn Ingr, Michael Doerksen und Jordan Robson-Cramer zur Band. In dieser Besetzung wurden 2006 die EP Sunset Rubdown und das Album Shut Up I Am Dreaming eingespielt und herausgebracht. Shut Up I Am Dreaming sorgte für große Aufmerksamkeit und erhielt gute Kritiken. 2007 folgte bei Jagjaguwar, dem neuen Label der Band, das Album Random Spirit Lover, das vom Online-Magazin Filter als eine der besten Independent-Alben des Jahres bezeichnet wurde. 2007 kam Marc Nicol als fünftes Mitglied zur Band. 2008 konzentrierte sich Krug wieder auf seine alte Band Wolf Parade und brachte mit ihr ein neues Album heraus. Nach einer Tour durch 46 Städte in Europa, den USA und Japan von September bis November 2009 löste sich die Band auf.

## Trivia
- Das Cover von Shut Up I Am Dreaming stammt von Künstler Matt Moroz, der auch für das Artwork von Wolf Parade verantwortlich ist.

## Diskografie

### Alben
- 2005: Snakes Got a Leg (Global Symphonic)
- 2006: Shut Up I Am Dreaming (Absolutely Kosher)
- 2007: Random Spirit Lover (Jagjaguwar)
- 2009: Dragonslayer (Jagjaguwar)

### EPs
- 2006: Sunset Rubdown (Global Symphonic)
- 2006: Live daytrotter.com Recording Session (Daytrotter)

### Singles
- 2009: Introducing Moonface (Aagoo Records)